# Bergyanszki repülőtér
A Bergyanszki repülőtér (ukránul: Аеропорт Бердянськ) (IATA: ERD, ICAO: UKDB) nyilvános repülőtér Ukrajna Zaporizzsjai területének déli részén. Az Azovi-tenger partvidékén, Bergyanszktól 1,5 km-re északra fekszik. A szovjet időszakban katonai repülőtér volt.
1975-ben építették katonai repülőtérnek. A szovjet időszakban a 29. kiképző bombázó ezred állomásozott itt. A repülőtér egyetlen betonozott, 2,5 km-es kifutópályával rendelkezik. Kis- és közepes méretű (Jak–40, An–12, Tu–134) utasszállító repülőgépek fogadására és kiszolgálására alkalmas. A repülőtér napjainkban állami tulajdonban van. Időszakosan fogad charterjáratokat.
2015 elején Rinat Ahmetov kelet-ukrajnai üzletember cége, a Metyinveszt akarta bérbe venni a repülőteret. Biztonsági megfontolásokból és a kelet-ukrajnai háborúra tekintettel számos ellenzője volt a tervnek.
2019-ben a kormányzat tervei között szerepelt a bergyanszki repülőtér kifutópályájának felújítása. A repülőtér fejlesztését a turizmus fejlődésével indokolják.

## Balesetek
1987. június 19-én az Aeroflot 582-es, Odessza és Bergyanszki között közlekedő járatát teljesítő Jak–40-es utasszállító repülőgép az erős házszél miatt túl nagy sebességgel érte el a kifutópályát. A személyzet átstartolásba kezdett, de később megszakította a műveletet. Emiatt a repülőgép tgúlfutott a kifutópályán, és az útjába kerülő akadályokba ütközve összetört, majd kigyulladt. A fedélézeten tartózkodó 29 személy közül 8 fő életét vesztette.